# Список музеев Брюсселя
Список музеев Брюсселя, Бельгия:
| Название на русском                                                   | Оригинальное название                                                                | Официальный сайт                                                           |
| --------------------------------------------------------------------- | ------------------------------------------------------------------------------------ | -------------------------------------------------------------------------- |
| Королевские музеи искусства и истории                                 | De Koninklijke Musea voor Kunst en Geschiedenis                                      | http://www.kmkg-mrah.be/                                                   |
| Королевский музей изящных искусств (Брюссель)                         | Koninklijke Musea voor Schone Kunsten van België                                     | http://www.fine-arts-museum.be/                                            |
| Музей Орта                                                            | Horta Museum                                                                         |                                                                            |
| Брюссельский городской музей                                          | Musée de la ville de Bruxelles/Museum van de Stad Brussel                            |                                                                            |
| Музей музыкальных инструментов                                        | Muziekinstrumentenmuseum                                                             |                                                                            |
| Дворец Карла Лорренского                                              |                                                                                      |                                                                            |
| Музей классического искусства                                         |                                                                                      |                                                                            |
| Архив и Музей фламандской жизни в Брюсселе                            | Archief en Museum van het Vlaams Leven te Brussel                                    | http://www.amvb.be/                                                        |
| Архив и Музей французской литературы (Королевская библиотека Бельгии) | Archief en Museum van de Franstalige Literatuur (Koninklijke Bibliotheek van België) | http://www.aml.cfwb.be                                                     |
| Архитектурный музей                                                   | Architecture Museum De Loge                                                          | http://www.aam.be/                                                         |
| Ателье Гео де Вламинка                                                | Atelier Géo De Vlamynck                                                              | https://web.archive.org/web/20081024204254/http://www.geodevlamynck.be/    |
| Автомир Брюссель                                                      | Autoworld Brussels                                                                   | http://www.autoworld.be/                                                   |
| Музей Католического университета Лёвена                               | Beeldentuin (Musea van de Université catholique de Louvain te Brussel)               | https://web.archive.org/web/20101115211923/http://www.uclouvain.be/5447    |
| Бегинаж в Андерлехте                                                  | Begijnhof van Anderlecht                                                             | https://web.archive.org/web/20190923052133/http://www.erasmushouse.museum/ |
| Бельгийский Центр Искусства Комиксов                                  | Belgisch Centrum van het Beeldverhaal                                                | http://www.comicscenter.net/                                               |
| Бельгийский музей лифтов                                              | Belgisch Lift Museum                                                                 |                                                                            |
| Музей Рене Магритта                                                   | Musée Magritte Museum                                                                | http://www.musee-magritte-museum.be                                        |
| Бельгийский музей королевской армии и военной истории                 | Koninklijk Museum van het Leger en de Krijgsgeschiedenis                             | http://www.klm-mra.be/                                                     |